# University of Maine System
LUniversity of Maine System (UMS) est un réseau d'universités publiques de l'État américain du Maine. Créé en 1968 par l'Assemblée législative du Maine, le système de l'Université du Maine se compose de sept universités, chacune ayant une mission distincte et un caractère régional. Ensemble, environ 34 700 étudiants sont inscrits dans ces établissements.

## Universités membres
- L'Université du Maine, campus phare, implanté à Orono
- Université du Maine à Augusta
- Université du Maine à Farmington
- Université du Maine à Fort Kent
- Université du Maine à Machias
- Université du Maine à Presque Isle
- Université du Sud du Maine, sur trois campus à Portland, Gorham et Lewiston et Faculté de droit, seule école de droit du Maine, située à Portland.

## Administration
Le Conseil se compose de 16 membres, dont 15 sont nommés par le gouverneur et approuvés par l'Assemblée législative du Maine. Le commissaire à l’éducation du Maine en est membre d’office. Les membres sont nommés pour un mandat de cinq ans et peuvent être nommés de nouveau une fois. Un membre étudiant est nommé pour un seul mandat de deux ans.

## Source
- (en) Cet article est partiellement ou en totalité issu de l’article de Wikipédia en anglais intitulé « University of Maine System » (voir la liste des auteurs).